# ヤマハ・メイト
メイト（Mate）は、ヤマハ発動機（ヤマハ）が1965年から2008年まで製造販売したアンダーボーンフレームのビジネス用オートバイシリーズである。排気量やエンジン別に数車種のバリエーションが展開された。本項ではメイトシリーズの原型であるモペットMF型についても触れる。

## 概要

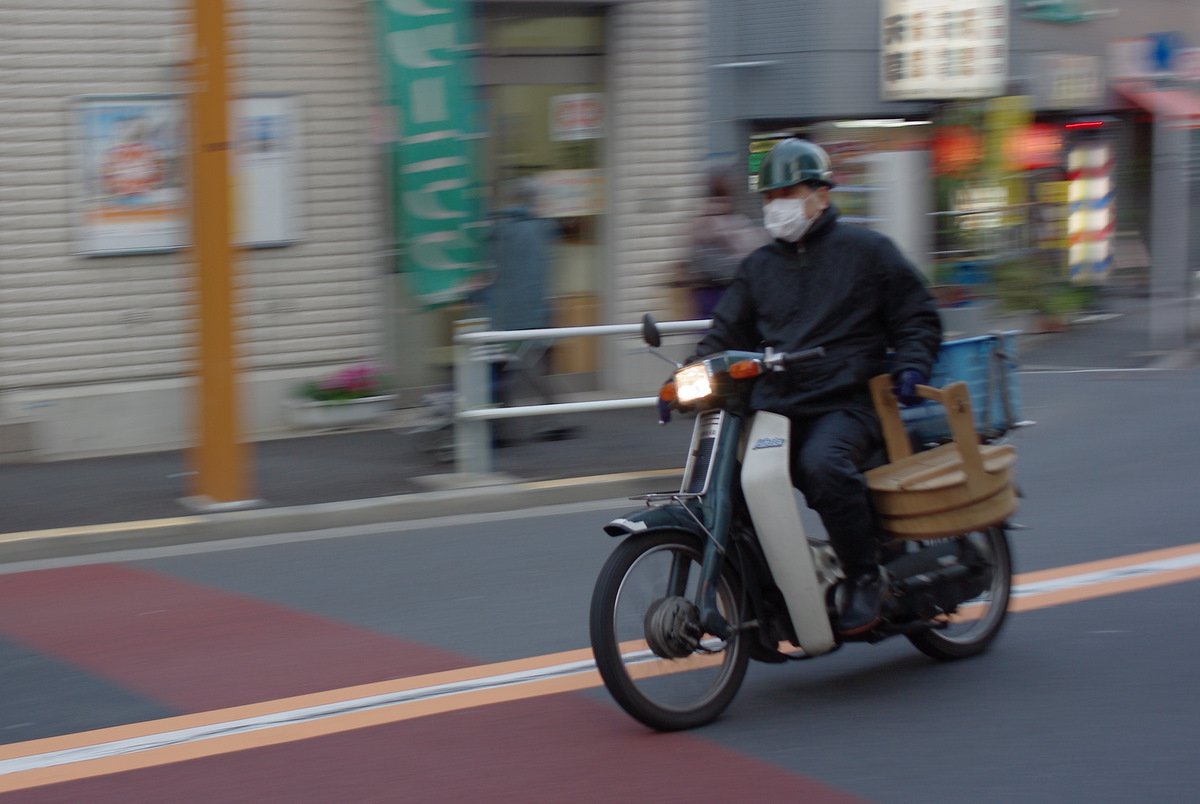
メイトV80

1958年5月に鈴木自動車工業（スズキ）が2ストロークエンジン搭載のスズモペットSMを、同年8月に本田技研工業（ホンダ）が4ストロークエンジン搭載のスーパーカブC100をそれぞれ発売して1950年代後半のモペッドブームを作り出したのち、後発のヤマハ発動機が1960年に発売した初の2ストロークエンジン搭載モペッド、モペットMFシリーズを源とする。
モペッド市場での再起を賭けた1965年の抜本的なモデルチェンジにあたり、ヤマハはペットネームを一般公募するキャンペーンを国内外で展開した。その結果、21万5,000通の応募があり、最終候補の「フォルテ」「メイト」「ドール」「パル」などの中から、和歌山市在住の会社員男性が応募した「メイト」（Mate）に決定した。コマーシャルソング「ヤマハメイトの唄」や山口県徳山市立動物園で収録したチンパンジーによる運転のテレビCMでも広く知られ、40年あまりにわたって同社を代表するモデルのひとつとなった。
一貫して2ストロークエンジンモデルの「Uメイト」「Vメイト」がシリーズの中心で、1982年以降は4ストロークモデルの「タウンメイト（Tメイト）」も併売されたが、1998年以降は50ccモデルが2ストロークのV50シリーズ、90ccモデルが4ストロークのT90シリーズのみとなった。さらにビジネス用マニュアルトランスミッション車の需要減少や排出ガス規制強化を受けて2008年9月、メイトシリーズ全車種で生産が終了した。
ヤマハはビジネス用オートバイについて、すでに1994年から積載性や耐久性を重視した50ccスクーター「ギア」を生産販売しており、メイトシリーズ生産終了に伴い同社のビジネス用車種は「ギア」シリーズに一本化された。
「メイト」の名称については、同社が生産する除雪機「スノーメイト」や船外機「フィッシングメイト」など、オートバイ以外のブランドとしても使用されている。また1988年からタイ子会社製の東南アジア諸国向け2ストロークエンジン車「Mate 100」「Mate Alfa」などが生産されたほか、メイトシリーズ生産終了後もTメイトのモデル名を引き継いだ4ストロークエンジン搭載アンダーボーンフレーム車Tシリーズとして「Jupiter T110」「Nouvo AT115」（CVT変速車）「Exciter T150」などの車種が発売されており、いずれも現地子会社で生産されている。

## モペットMF-1 / MF-2

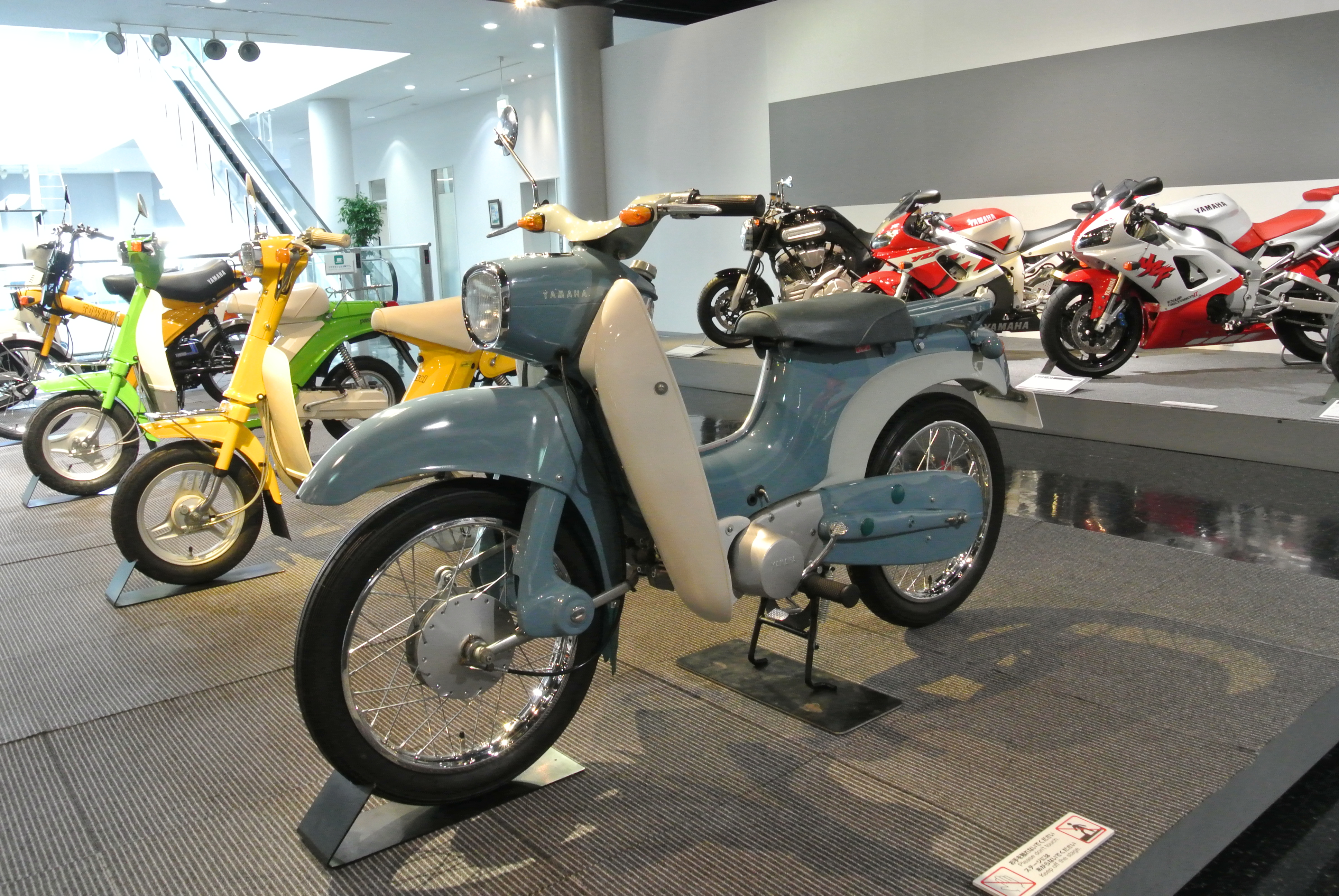
ヤマハモペットMF-1（1960年）

メイトシリーズの源となったヤマハ初のモペッドモデルで、同社初の50ccオートバイでもある。
空冷2ストローク単気筒50ccエンジンを搭載したモペットMF-1は1960年3月に発売された。同時開発の175ccスクーター、SC-1と同様にデザインを重視。車体は少ない継ぎ目で全体を覆うタンク・テールランプ一体式のモノコックフレーム・フルカバータイプとして、軽量で丈夫、楽に乗り降りできる近代的なスタイルを目指した。
塗色はナイヤガラ・ブルーとサンタグリーンのツートンカラー。全長1685ミリ、ホイールベース1130ミリと短い車体とし、取り回しの良さを特徴とした。フロントサスペンションにはゴムブロック圧縮のナイトハルト式、リアサスペンションにはゴムで覆ったコイルスプリングを圧縮したエリゴ式を採用し、さらにクッションストロークを従来車の2倍近くとして良好な乗り心地を追求するとともに、セルフスターターモーターを装備した。
発売と同時に爆発的な人気を呼びたちまち日産300台に達したが、他に類をみない先進的デザインながら整備性に難がある車体や、信頼性に欠ける最新技術の積極的な採用が災いし、まもなく各地からクレームが殺到する事態となり、ヤマハの株価は暴落。一時深刻な経営危機を招いた。
1962年4月には、一般的なプレスアンダーボーンフレーム車体に改めたMF-2（50cc）及びそのボアアップ版MJ-2（55cc）を発売した。リアサスペンションをMF-1のエリゴ式から一般的なコイルスプリング・オイルダンパーに変更するなどしたが、フロントサスペンションは引き続きナイトハルト式を採用し、セルモーターも搭載した（非搭載のMF-2-Cも発売）。MF-2は1963年、セルモーターなしのMF-2Kは1964年まで生産された。

## メイトU系

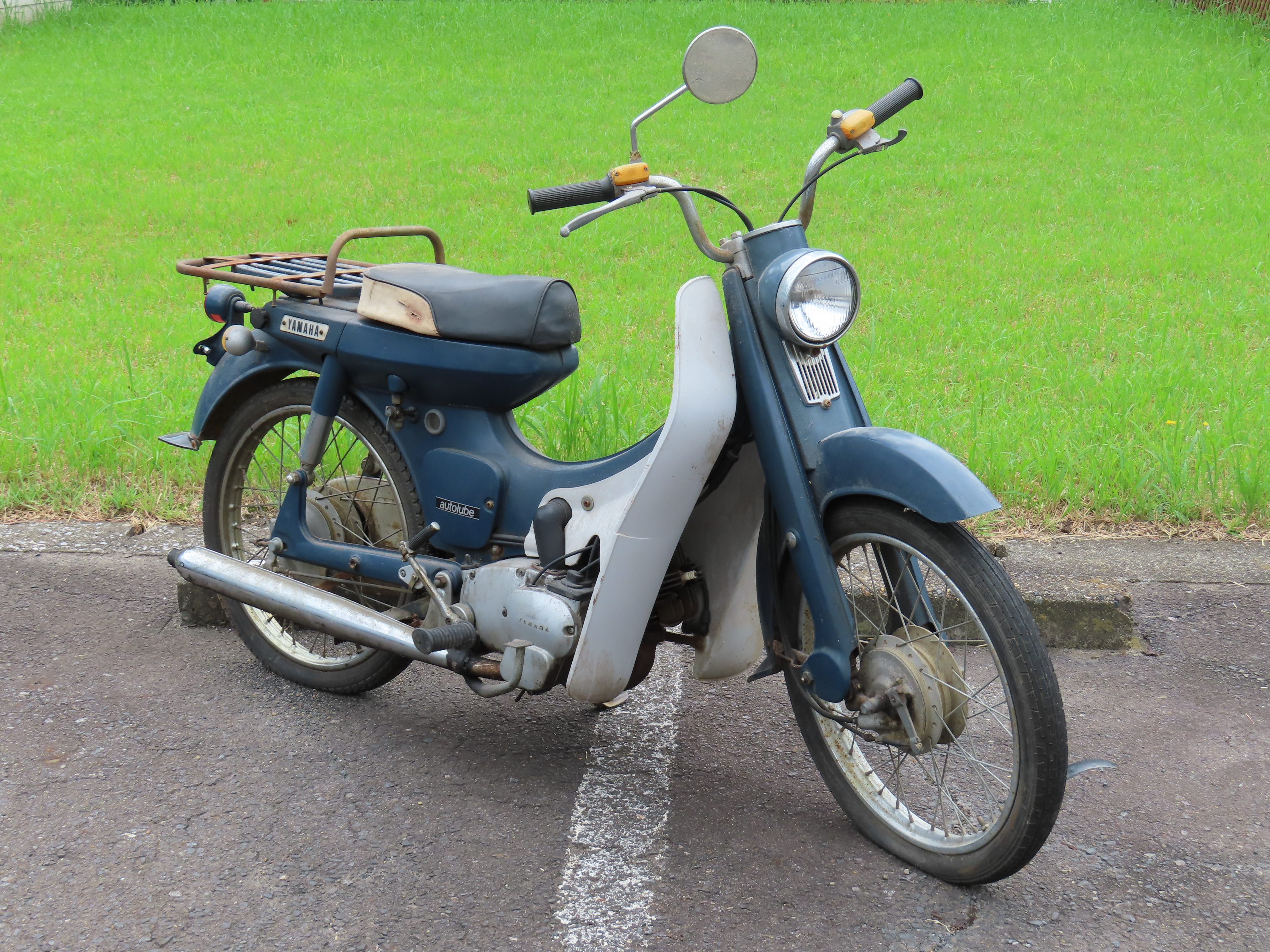
メイトU5（1965年式の初期型）

1965年7月にメイトU5 / U5D（共に50cc）として発売され、同年12月には73ccのU7も追加された。
MF-2をベースにした抜本的なモデルチェンジで、ヤマハが自社開発した世界初の2ストロークエンジン用自動分離給油装置「オートルーブ」を搭載した。オートルーブはエンジンオイルの混合給油が不可避だった2ストロークエンジンにおいて、4ストロークエンジンと同様の分離給油を可能とした機構で、1963年秋の第10回全日本自動車ショーで発表。翌1964年発売のジュニアYG-1D（75cc）、YA6（125cc）に市販車として初搭載したもので、後年までU/Vメイトシリーズの最大の特徴としてアピールされた。
フロントサスペンションはMF-2のナイトハルト式から一般的なボトムリンク式に改めたが、U5/U5Dではアップタイプのバーハンドルを採用。レッグシールドは左右分割式としてメンテナンス性に配慮した。ニュートラルに戻す動作なしにエンジンを始動できる「ワンタッチ・キック」、自動遠心クラッチ、ステアリングヘッドからリアフェンダーまで一体化した「Uボーンフレーム」などを採用し、実用性の高さで人気を呼んだ。
乗降のしやすさを目的にデザインされた「Uライン」と称するカーブを描いたアンダーボーン形状や、シート下のガソリンタンクからリアキャリア下部カバーにかけて曲面で構成された一体的造形の各デザインは、のち2007年式最終モデルに至る、郵政仕様車を含むメイトシリーズ全車種に受け継がれた。
なお両形式が発売された1965年には60ccのU6も発売されたが、1年足らずで生産中止となった。

## Vメイトシリーズ

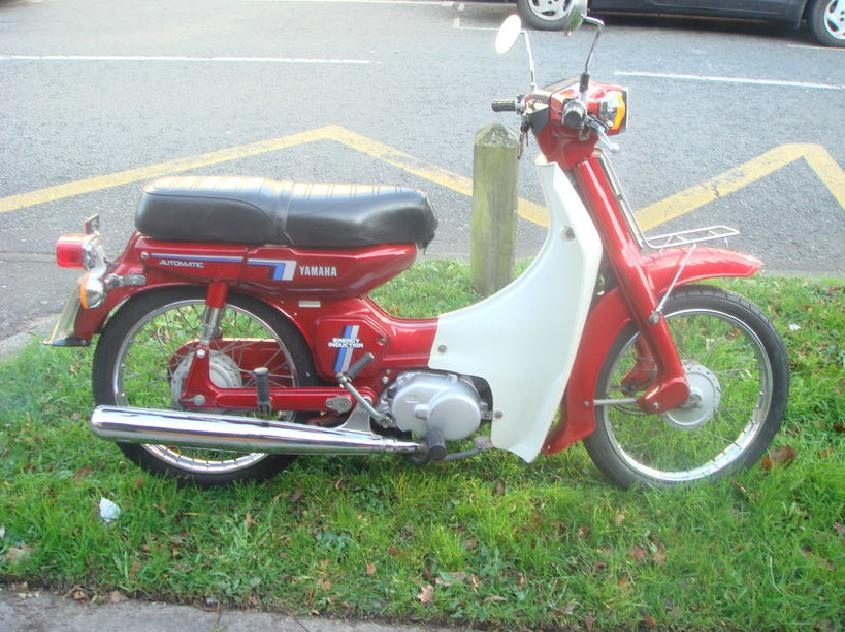
ヤマハV50（1986年式輸出仕様）

1971年2月、U5 / U7を全面的にモデルチェンジし、「らくらくメイト」の愛称でV50（50cc）とV70（72cc）を発売した。エンジンの吸気方式をロータリーディスクバルブから市販車初のクランクケースリードバルブへ変更したほか、ハンドル形状および前照灯位置などを近代的なデザインに改めた。5段階切り替え可能のリアサスペンション、リターン式/ロータリー式選択可能のミッション機構を特徴とした。
モデルは排気量別にV50がV50S（V50）/V50D/V50ES/V50ED、V70がV70S(V70)/V70D/V70ES/V70EDで（Eはセルモーター付きを示す）、まもなく90ccのV90（V90D/V90ED）がラインナップに加わった。
1973年2月には、新開発のオートマチック2段変速装置を搭載したオートマチックメイトV50A（50cc）/V70A（72cc）を発売した（セル付きV50EA,V70EAも発売）。装置は同年6月発売の新世代小型バイク「チャピィ」オートマチック仕様にも搭載され、後年の主婦層を中心とした新規ユーザー開拓に貢献した。
1978年にはV70/V90を80ccのV80（V80/V80D/V80ED）に統合してラインナップを整理。同時にアンダーボーンフレーム車として他社に先駆け初めてCDI点火方式を導入した。のち新聞配達仕様の「ニュースメイト」モデルが加わった（後述）。
これ以外に郵政仕様としてフロントサスペンションをテレスコピック式などとしたV50T（1997年度まで） / V80T（1996年度まで） / V90T（1993年度まで）が郵政省に納入された。また輸出用として2人乗り可能なダブルシートを装備したモデルも登場し、中南米、ヨーロッパなどで幅広く活躍した。
V80シリーズは最後まで残ったV80Dが1996年式を最後に生産終了したが、50ccのV50シリーズは、同排気量の4ストロークエンジン車に比べ、パワーやトルクがあることから一定の人気を維持。2000年以降の排ガス規制強化にも酸化触媒（キャタリストチューブ）による排ガス浄化機構を搭載するなどして対応し、2008年の全メイトシリーズ終了時までV50/V50D/V50Nの3モデルが生産販売された。
50ccモデルは初期タイプが4,5ps、後期モデルは4,7ps、最大トルクは0.57㎏-ｍだが、1994年のマイナーチェンジで0.60㎏-ｍにまでUPした。

## Tメイトシリーズ

### タウンメイト50 / 80
Vシリーズの4ストロークエンジン版として1982年12月に発売したモデルで、さらなる静寂性・汚れにくさ・燃費向上を目指し、SOHC4ストローク
エンジンと、1979年に「キャロットMA50」、「マリックLC50」（いずれも50cc）で採用したシャフトドライブを搭載。メンテナンスフリーを図ったのが大きな特徴である。
低燃費が重要なアピールポイントとなった時代を反映し、燃焼効率を高める4ストローク省エネ型エンジンシステム「YICS」を採用して大幅な燃費向上(50はカタログ値で1リッターで約160km/l)を実現するなど、先進的なメカニズムを導入した。
T80はニュースメイトT90Nと入れ替わる形で1993年式、T50は1997年式でそれぞれ生産を終了した。
最高出力は50が最高出力5ps、最大トルク0，51kg-m、
　　　　　80は最高出力6.7ps、最大トルク0，79kg-mとなる。
| モデル名称           | モデル年度 | 登録形式 | 発売年月   |
| -------------------- | ---------- | -------- | ---------- |
| タウンメイト T50     | 1983年式   | 22F0     | 1982年12月 |
| タウンメイト T80D    | 1983年式   | 22L0     | 1982年12月 |
| タウンメイト T80ED   | 1983年式   | 22M0     | 1982年12月 |
| タウンメイト T50     | 1985年式   | 46M0     | 1985年1月  |
| タウンメイト T50C    | 1985年式   | 46K0     | 1985年1月  |
| タウンメイト T50D    | 1985年式   | 46N0     | 1985年1月  |
| タウンメイト T50     | 1987年式   | 2MM0     | 1986年12月 |
| タウンメイト T50C    | 1987年式   | 2MT0     | 1986年12月 |
| タウンメイト T50D    | 1987年式   | 2MN0     | 1986年12月 |
| タウンメイト T80D    | 1987年式   | 2MK0     | 1986年12月 |
| タウンメイト T80ED   | 1987年式   | 2ML0     | 1986年12月 |
| タウンメイト50 T50   | 1992年式   | 3EL4     | 1992年12月 |
| タウンメイト50 T50D  | 1992年式   | 3EL5     | 1992年12月 |
| タウンメイト50 T50ED | 1992年式   | 3EL6     | 1992年12月 |
| タウンメイト80 T80D  | 1992年式   | 3EJ3     | 1992年12月 |
| タウンメイト80 T80ED | 1992年式   | 3EJ4     | 1992年12月 |
| タウンメイト50 T50   | 1993年式   | 3EL7     | 1993年5月  |
| タウンメイト50 T50D  | 1993年式   | 3EL8     | 1993年5月  |
| タウンメイト50 T50ED | 1993年式   | 3EL9     | 1993年5月  |
| タウンメイト80 T80D  | 1993年式   | 3EJ5     | 1993年5月  |
| タウンメイト80 T80ED | 1993年式   | 3EJ6     | 1993年5月  |
| タウンメイト50 T50   | 1996年式   | 3ELC     | 1996年6月  |
| タウンメイト50 T50D  | 1996年式   | 3ELA     | 1996年6月  |
| タウンメイト50 T50ED | 1996年式   | 3ELB     | 1996年6月  |
| タウンメイト50 T50   | 1997年式   | 3ELD     | 1997年4月  |
| タウンメイト50 T50D  | 1997年式   | 3ELE     | 1997年4月  |
| タウンメイト50 T50ED | 1997年式   | 3ELF     | 1997年4月  |

### T90（T90T/T90N/T90D）
Tシリーズの90ccモデルであるT90は、2ストロークエンジンV90Tの後継4ストロークエンジン郵政仕様車として開発され、1993年度からヤマハT90T（登録形式4GL1～4GL6）として郵政省への納入を開始した。
翌1994年6月1日、T90Tのフロントキャリア、リアキャリアなどを新聞配達業務用（ニュースメイト仕様）としたニュースメイトT90Nとして一般への市販を開始。一般仕様車の登録形式は「4NM」（4NM1～）とし、同じくT90Tをベースに生産終了したV80後継の汎用タイプとして1997年1月20日に登場したタウンメイト90・T90Dも同一形式（4NM4～）とされた。
郵政仕様車をベースとしていることから、T90N/T90Dともテレスコピック式フロントサスペンションと前後14インチタイヤを採用し、タンデムステップのない1人乗り仕様だった。T90Dは登場翌年の1998年4月モデルチェンジでタンデムステップが標準装備され、2人乗りが可能となった。駆動方式は一般的なチェーン方式で、T50/T80とは大きく異なる。また4GL型エンジンをベースにYB-1FourやTT-R90などが生まれた。
登録形式とモデル名称及び年式の関係は次の通りである。形式は2000年式までは基本形式T90N-派生形式T90Dの順だったが、2001年式より基本形式T90D-派生形式T90Nの順に入れ替わった。2001年式より排ガス規制対応によるエンジン変更（4GL→B303E）に伴い出力が4.8kW (6.5ps)から4.7kW (6.4ps)に変わり、国家公安委員会型式認定番号はT90Tが「4GL」から「BC-UB01J」に、T90N/T90Dが「4NM」から「BC-UB02J」にそれぞれ変更された。
T90N、T90Dとも基本塗色は2001年式まで「ダークバイオレットカクテル1」、2002年式以降は「パステルミネラルブルー」の1色。T90Dは1998年式で「シロバイホワイト」の設定があった。
| モデル名称          | モデル年度 | 登録形式 | 発売（納入）年月 | 備考 |
| ------------------- | ---------- | -------- | ---------------- | --- |
| ヤマハ T90T         | 1993年式   | 4GL1     | 1993年9月        | |
| ニュースメイト T90N | 1994年式   | 4NM1     | 1994年6月        | |
| ヤマハ T90T         | 1995年式   | 4GL2     | 1995年7月        | |
| ニュースメイト T90N | 1995年式   | 4NM2     | 1995年7月        | |
| ニュースメイト T90N | 1996年式   | 4NM3     | 1996年8月        | |
| ヤマハ T90T         | 1997年式   | 4GL3     | 1997年1月        | |
| タウンメイト90 T90D | 1997年式   | 4NM4     | 1997年1月        | |
| タウンメイト90 T90D | 1998年式   | 4NM5     | 1998年4月        | ※タンデムステップ装備 |
| ヤマハ T90T         | 1999年式   | 4GL4     | 1999年7月        | |
| ニュースメイト T90N | 2000年式   | 4NM6     | 1999年10月       | ※リテーナ付きステアリングベアリング採用、ヘルメットハンガーの位置変更（右側→左側）など。                                    |
| タウンメイト90 T90D | 2000年式   | 4NM7     | 1999年10月       | ※リテーナ付きステアリングベアリング採用、ヘルメットハンガーの位置変更（右側→左側）など。                                    |
| ヤマハ T90T         | 2001年式   | 4GL5     | 2000年9月        | |
| タウンメイト90 T90D | 2001年式   | 4NM8     | 2000年9月        | ※前後サスペンションの特性変更、フロントフォーク・アルミ製アウター採用、マフラープロテクター採用、キャブレター仕様変更など。 |
| ニュースメイト T90N | 2001年式   | 4NM9     | 2000年9月        | ※前後サスペンションの特性変更、フロントフォーク・アルミ製アウター採用、マフラープロテクター採用、キャブレター仕様変更など。 |
| ヤマハ T90T         | 2002年式   | 4GL6     | 2002年9月        | |
| タウンメイト90 T90D | 2002年式   | 4NMA     | 2002年9月        | ※燃料タンク形状の設計変更（容量4.8リットル→5.0リットル）、制振鋼板製チェーンケースなど採用、新色採用など。                  |
| ニュースメイト T90N | 2002年式   | 4NMB     | 2002年9月        | ※燃料タンク形状の設計変更（容量4.8リットル→5.0リットル）、制振鋼板製チェーンケースなど採用、新色採用など。                  |
| タウンメイト90 T90D | 2005年式   | 4NMC     | 2005年9月        | ※グラフィック挿色変更。 |
| ニュースメイト T90N | 2005年式   | 4NMD     | 2005年9月        | ※グラフィック挿色変更。 |
| タウンメイト90 T90D | 2007年式   | 4NME     | 2007年2月        | |
| ニュースメイト T90N | 2007年式   | 4NMF     | 2007年2月        | |

## ニュースメイト
2ストロークのVメイトシリーズから1985年5月、新聞配達仕様モデルとしてニュースメイトV50Nが発売された。新聞販売店が使用するオートバイの代車、増車需要に応えるため、V50ビジネス（V50B）をベースに、大型リヤキャリアとフロントフォーク下部から特設のステーで支える大型フロントバスケット、メイン・サブ切り替え可能の増設前照灯、積載状態での斜面での駐車も想定した強力スタンドを装備した。1988年にはニュースメイト80・V80Nが追加された。
ホンダも1988年になって、ニュースメイトに倣った類似モデル（プレスカブ50）を発売した。
1994年にはTメイトシリーズからも郵政用T90Tの市販モデルとして、ニュースメイト装備を施したニュースメイトT90Nが登場したほか、1996年には50ccビジネススクーター「ギア」に同様の装備を施したニュースギア（NEWS GEAR）BA50Nも登場した。